# ADN plastídico
ADN plastídico, frequentemente abreviado para cpDNA, é a designação dada em biologia molecular ao ADN presente nos cloroplastos das plantas.